# Щитоноска зелёная
Щитоноска зелёная (лат. Cassida viridis) — жук подсемейства щитовок из семейства листоедов.

## Распространение
Встречается в палеарктическом регионе, включая Японию.

## Экология и местообитания
Кормовые растения — губоцветные (Lamiaceae): Galeopsis grandiflora, пикульник красивый (Galeopsis speciosa), пикульник обыкновенный (Galeopsis tetrahit), пикульник пушистый (Galeopsis pubescens), Isodon kameba, зюзник европейский (Lycopus europaeus), мелисса лекарственная (Melissa officinalis), мята водная (Mentha aquatica), мята полевая (Mentha arvensis), мята длиннолистная (Mentha longifolia), мята яблочная (Mentha rotundifolia), мята душистая (Mentha suaveolens), мята мутовчатая (Mentha verticillata), котовник кошачий (Nepeta cataria), шалфей клейкий (Salvia glutinosa), шалфей лекарственный (Salvia officinalis), шалфей луговой (Salvia pratensis), чистец болотный (Stachys palustri), чистец прямой (Stachys recta) и чистец лесной (Stachys silvatica).

## Вариетет
Cassida viridis var. nigriceps Fairmaire, 1851